# Le Vernet (Allier)
Le Vernet ist eine französische Gemeinde mit 1914 Einwohnern (Stand 1. Januar 2022) im Département Allier in der Region Auvergne-Rhône-Alpes; sie gehört zum Arrondissement Vichy und zum Kanton Lapalisse.

## Geografie
Das Gemeindegebiet von Le Vernet erstreckt sich auf einer Hochfläche zwischen den Tälern des Allier und des Sichon. Es grenzt unmittelbar südöstlich an das Stadtgebiet von Vichy.

## Bevölkerungsentwicklung
| Jahr                       | 1962 | 1968 | 1975 | 1982 | 1990 | 1999 | 2007 | 2018 |
| Einwohner                  | 771  | 883  | 985  | 1175 | 1430 | 1585 | 1757 | 1929 |
| Quellen: Cassini und INSEE |      |      |      |      |      |      |      |      |

## Sehenswürdigkeiten
Siehe: Liste der Monuments historiques in Le Vernet (Allier)